# Dick Cohen

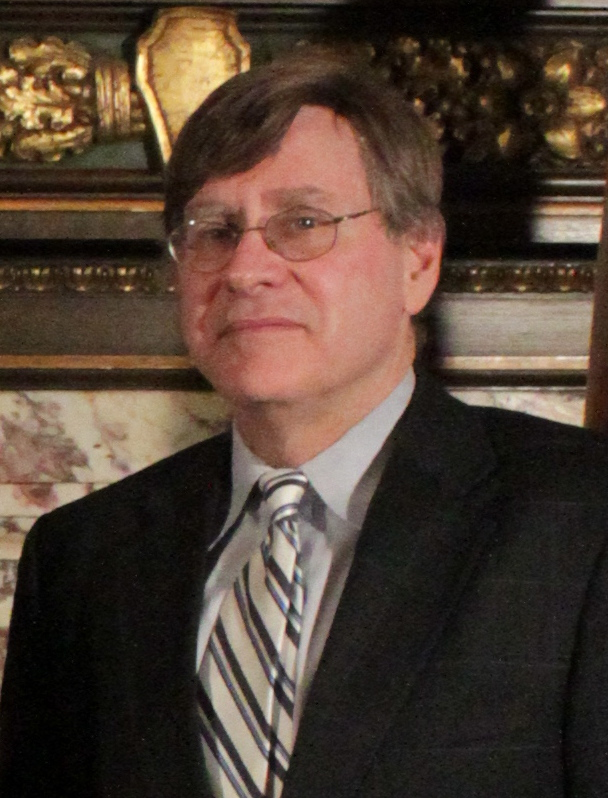
Dick Cohen

Dick Cohen (* 10. Dezember 1949 in Saint Paul, Minnesota) ist ein US-amerikanischer Politiker der Demokratischen Partei.

## Leben
Von Januar 1977 bis Januar 1979 und von Januar 1983 bis Januar 1987 war Cohen Abgeordneter im Repräsentantenhaus von Minnesota. Seit Januar 1982 ist er Senator im Senat von Minnesota. Cohen ist verheiratet.